# Director's Cut (album de Kate Bush)
Pour les articles homonymes, voir Director's Cut.
Pour un article plus général, voir Discographie et vidéographie de Kate Bush.
Albums de Kate Bush
Aerial
(2005) 50 Words for Snow
(2011)
Director's Cut est le 9e album de la chanteuse britannique Kate Bush sorti en mai 2011. Il ne contient aucun nouveau morceau: il est composé de chansons remixées de ses albums précédents, The Sensual World et The Red Shoes ; trois d'entre elles ont été réenregistrées complètement. C'est son 1er l'album depuis Aerial sorti en 2005 et le 1er sur son propre label, Fish People.
Kate Bush a écrit toutes les chansons et les paroles elle-même à l'exception de quelques lignes faisant références à James Joyce. L'album a reçu une critique plutôt positive, recevant des louanges de diverses publications telles que AllMusic et The Scotsman.

## L'album
Sorti en mai 2011, l'album comporte quatre titres issus de The Sensual World (1989) et sept de The Red Shoes (1993) qui ont été ré-enregistrés tout en conservant la plupart de l'instrumentation originale.
En ce qui concerne les nouvelles paroles de la chanson The Sensual World, maintenant ré-intitulée Flower of the Mountain, Bush a dit ceci :

« À l'origine lorsque j'ai écrit la chanson The Sensual World j'avais utilisé le texte de la fin du roman Ulysse de James Joyce, en mettant un morceau de musique que j'avais écrit. Quand j'ai demandé la permission d'utiliser le texte, on me l'a refusé, ce qui était décevant. J'ai ensuite écrit mes propres paroles pour la chanson même si je sentais que l'idée initiale aurait été plus intéressante. Eh bien, je ne suis pas James Joyce, n'est-ce pas ? Quand j'ai commencé à travailler sur ce projet, je pensais que je pourrais demander la permission à nouveau et cette fois ils ont dit oui. Elle est maintenant ré-intitulée Flower of the Mountain et je suis ravie d'avoir eu la chance de réaliser le concept original. Depuis quelque temps, j'ai senti que je voulais revoir les pistes de ces deux albums et qu'ils pourraient bénéficier d'un nouveau souffle. Beaucoup de travail avait été nécessaire pour les deux albums originaux et maintenant on a ajouté une autre couche de travail à ces chansons. Je pense à cela comme à un nouvel album. »

— Kate Bush
Tous les chants principaux sur Director's Cut et certains des chœurs ont été entièrement ré-enregistrés, avec certaines des chansons transposées à une note inférieure pour accueillir la voix de Bush qui avait mûri. En outre, les pistes de batterie ont été repensées et ré-enregistrées, avec certaines des pistes de Steve Gadd. Le bassiste Danny Thompson apparaît également ainsi que la choriste Mica Paris (en). Trois chansons ont été complètement ré-enregistrées :This Woman's Work, Rubberband Girl et Moments of Pleasure (en).
Director's Cut est disponible en album numérique et en CD standard dans un livre, une version de luxe ("Edition Collector"), composé d'un coffret, comprenant Director's cut, The Sensual World et The Red Shoes (remastérisées du numérique à l'analogique), et deux disques vinyle. Director's Cut a été enregistré en utilisant un équipement analogique. Bush a déclaré dans une interview pour la radio BBC qu'elle n'a jamais aimé le "son hard-edge" de l'enregistrement numérique de The Red Shoes et sent que les nouveaux enregistrements des chansons de l'album remasterisé The Red Shoes ont un « son plus chaud et plus complet ».
L'album a été un succès dans les classements, atteignant la seconde place sur les UK Albums Chart (correspondant au pic de The Sensual World et The Red Shoes) et même s'il est tombé rapidement en bas du tableau après sa première semaine, il a eu des ventes cohérentes avec son classement et a depuis reçu une certification d'argent au Royaume-Uni. L'album a également une place dans les classements d'un certain nombre d'autres pays, y compris la 4e place dans les classements irlandais, et se retrouve aussi dans le top dix aux Pays-Bas et en Norvège.
Les versions Director's Cut de Lily et Top of the City ont été réalisées en direct pour la première fois dans Before the Dawn, une série de concerts en 2014.

## Liste des titres
Toutes les paroles sont écrites par Kate Bush (à l'exception de « Flower of the Mountain » qui contient des écrits de James Joyce), toute la musique est composée par Kate Bush.
| Director's Cut | Director's Cut            | Director's Cut | Director's Cut | Director's Cut | Director's Cut | Director's Cut | Director's Cut | Director's Cut | Director's Cut |
| No             | Titre                     | Durée          |                |                |                |                |                |                |                |
| -------------- | ------------------------- | -------------- | -------------- | -------------- | -------------- | -------------- | -------------- | -------------- | -------------- |
| 1.             | Flower of the Mountain    | 5:15           |                |                |                |                |                |                |                |
| 2.             | The Song of Solomon (en)  | 4:45           |                |                |                |                |                |                |                |
| 3.             | Lily                      | 4:05           |                |                |                |                |                |                |                |
| 4.             | Deeper Understanding (en) | 6:33           |                |                |                |                |                |                |                |
| 5.             | The Red Shoes             | 4:58           |                |                |                |                |                |                |                |
| 6.             | This Woman's Work (en)    | 6:30           |                |                |                |                |                |                |                |
| 7.             | Moments of Pleasure (en)  | 6:32           |                |                |                |                |                |                |                |
| 8.             | Never Be Mine             | 5:05           |                |                |                |                |                |                |                |
| 9.             | Top of the City           | 4:24           |                |                |                |                |                |                |                |
| 10.            | And So Is Love (en)       | 4:21           |                |                |                |                |                |                |                |
| 11.            | Rubberband Girl           | 4:37           |                |                |                |                |                |                |                |
| 57:04          |                           |                |                |                |                |                |                |                |                |

## Personnel
- Kate Bush – chant, claviers, piano
- Danny McIntosh, Eric Clapton – guitare
- John Giblin, Eberhard Weber, Danny Thompson – basse
- Paddy Bush – mandola, flûte, sifflements, chœurs
- Gary Brooker – orgue Hammond
- Albert McIntosh – programmation, chœurs
- Brendan Power – harmonica
- Ed Rowntree, Mica Paris, Jacob Thorn, Michael Wood, Jevan Johnson Booth – chœurs
- Steve Gadd – batterie

## Singles
Le seul single paru de l'album était Deeper Understanding (en), à l'origine la 6e piste de The Sensual World. Ses paroles décrivent la relation entre une personne solitaire et un ordinateur qui a remplacé la compagnie humaine.
La vidéo est publiée via son compte officiel YouTube. La chanson dispose d'une voix principale ré-enregistrée par Bush, avec la voix de son fils Albert sur le refrain. Le single, lors de sa sortie initiale en téléchargement numérique, se classe 87e des classements au Royaume-Uni.

## Réception
La critique de l'album est essentiellement positive, la plupart des commentaires mentionnant la confusion provoquée par ces vieilles chansons revisitées. Sur Metacritic, qui affecte une note sur 100, l'album a reçu une moyenne de 80, basé sur 22 avis, ce qui est un consensus. Simon Price de The Independent note : « Director's Cut a été accueilli par des réactions de déception, de perplexité et de moquerie, avant que quiconque en ait entendu une note... Il a ses propres mérites, on peut pleinement en profiter ».
Fiona Shephard de The Scotsman a donné à Director's Cut un avis de 4 étoiles, et écrit: « Toujours perfectionniste, Kate Bush a revisité les chansons d’antan, les enregistrements qui pour la première fois ne reflètent pas la vision originale. Les résultats sont satisfaisants, parfois bizarres ». Thom Jurek de AllMusic a déclaré qu'il avait trouvé la sortie de l'album profondément engageante et satisfaisante et en particulier déclaré que depuis que Bush a son propre studio d'enregistrement de classe mondiale, où elle utilise la technologie, il voit d'un œil positif les détails ajoutés aux chansons ré-enregistrées.

### Classements
| Classement (2011)               | Position |
| ------------------------------- | -------- |
| Australie                       | 41       |
| Autriche                        | 35       |
| Belgique (Flandres)             | 27       |
| Belgique (Wallonie)             | 20       |
| Canada                          | 66       |
| Danemark                        | 11       |
| Pays-Bas                        | 6        |
| Finlande                        | 8        |
| France                          | 31       |
| Allemagne                       | 11       |
| Irlande                         | 4        |
| Italie                          | 32       |
| Japon                           | 132      |
| Nouvelle-Zélande                | 38       |
| Norvège                         | 2        |
| Pologne                         | 28       |
| Espagne                         | 71       |
| Suède                           | 12       |
| Royaume-Uni                     | 2        |
| US Billboard Tastemakers        | 19       |
| US Billboard Independent Albums | 36       |

### Certifications
- Royaume-Uni : Disque d'argent : + de 60 000 ventes